# Mugi
Mugi (牟岐町?) è una cittadina giapponese della prefettura di Tokushima.